# Алберт Гудмундсон
Алберт Гудмундсон (на исландски: Albert Guðmundsson) е исландски футболист и политик. Той е първият професионален футболист от страната, носейки екипите на отбори като Арсенал и Милан. След края на кариерата си е министър на финансите на Исландия си и кандидат-президент.

## Футболна кариера
Започва кариерата си в тима на Валур. През 1944 г. заминава за Шотландия, за да учи бизнес. По това време играе за тима на Глазгоу Рейнджърс. През 1946 г. преминава в Арсенал, като става вторият чужденец, носил екипа на „артилеристите“, след холандеца Херит Кайзер. Поради проблеми с работната виза обаче, Гудмундсон изиграва само 2 мача.
Нападателят продължава кариерата си във Франция за Нанси. В единствения си сезон за тима става негов голмайстор и се разписва 2 пъти в турнира за Купата. През 1948 г. подписва с Милан. Гудмундсон изиграва 14 мача, но в двубоя с Лацио получава тежка травма на коляното. От Милан обаче отказват да платят за операцията на играча, тъй като лекарят, който предлага да я извърши, работи в градския съперник Интер. Гудмундсон обаче откупува контракта си и операцията преминава успешно.
През 1949 г. се завръща във Франция с екипа на Расинг (Париж), а след това играе 1 сезон и за Ница. Гудмундсон играе на високо ниво до 1958 г., когато завършва кариерата си в Хапнарфордюр.

## В политиката
След като се завръща в Исландия, стартира собствен бизнес. През 1970 г. се присъединява към Партия на независимостта, а от 1974 г. е депутат в парламента. През 1980 г. се кандидатира за президент на страната, но губи изборите от Вигдис Финпогадоухтир. През 1983 г. става министър на финансите, а от 1985 до 1987 г. е министър на индустрията. Гудмундсон напуска поста си след корупционен скандал.
След като подава оставка, бившият футболист напуска Партията на независимостта и формира Партия на гражданите. На изборите същата година партията печели 10% от гласовете и получава право на 7 депутати в парламента.
От 1989 до 1993 г. Гудмундсон е посланик на Исландия във Франция. Умира на 7 април 1994 г.